# Kvarnasjön, Halland
Kvarnasjön är en sjö i Falkenbergs kommun i Halland och ingår i Ätrans huvudavrinningsområde.